# SWAPO Youth League
Der SWAPO Youth League (SPYL; zu Deutsch SWAPO-Jugendliga) ist eines von drei beratenden Einrichtungen der Regierungspartei SWAPO in Namibia. Als Jugendorganisation vertritt sie die Interessen und Rechte der Jugend in der Partei. Sie ist Mitglied des Weltbundes der Demokratischen Jugend.
Die Jugendliga zeichnet sich unter anderem auch dadurch aus, dass eine Vielzahl der Mitglieder und vor allem Anführer keine Jugendlichen sind, sondern im Alter von 40–45 Jahren. Offiziell sollen die Mitglieder zwischen 18 und 35 Jahre alt sein, der Vorsitzende Sekretär darf jedoch maximal 45 Jahre alt sein. Mitglieder der Untergruppe der Pioniere dürfen 6 bis 17 Jahre alt sein.
Laut der Parteiverfassung sind 15 Mitglieder der Jugendliga als Mitglieder des SWAPO-Kongresses, dem höchsten Organ der Partei, zu bestimmen. Dem Jugendrat steht ein Sekretär vor.

## Geschichte
Die Jugendliga wurde 1969 nach Verabschiedung einer neuen Parteiverfassung gegründet. Während der portugiesischen Revolution ab 1974 verließ die Jugend in großen Zahlen Namibia über Angola. Ein Großteil kämpfte im namibischen Befreiungskampf als Mitglieder der People's Liberation Army of Namibia (PLAN). Die radikale Jugend im Land führte den Krieg durch diverse Streiks und Demonstrationen. Zu dieser Zeit wurde Keshii Nathanael in Oniipa zum Gründungspräsidenten gewählt.
Seit Mitte der 2010er Jahre kam es zu internen Unruhen in der Jugendliga. So verließen der Jugendliga-Informationssekretär Job Amupanda sowie die hochrangigen Mitglieder Dimbulukeni Nauyoma und George Kambala 2014 die Partei und gründeten das radikale Bündnis Affirmative Repositioning. Sie sahen die Interessen der jungen Namibier, vor allem die Landfrage, nicht genügend durch die SWAPO vertreten.

## SPYL-Vorsitzende
- Keshii Nathanael, 1974–1976
- Ignatius Shixwameni, 1987–1997
- Paulus Kapia, 1997–2007
- Elijah Ngurare, 2007–2015 (suspendiert)
- Veiko Nekundi, 2015–2017 (amtierend)
- Ephraim Nekongo, seit 2017